# Lethe issa
Lethe issa är en fjärilsart som beskrevs av Hans Fruhstorfer 1911. Lethe issa ingår i släktet Lethe och familjen praktfjärilar. Inga underarter finns listade i Catalogue of Life.